# Brian Jacks
Brian Jacks, född den 5 oktober 1946 i London, England, är en brittisk judoutövare.
Han tog OS-brons i herrarnas mellanvikt i samband med de olympiska judotävlingarna 1972 i München.